# Le Tech
Le Tech en francés y oficialmente, El Tec en catalán, es una pequeña localidad y comuna francesa, situada en el departamento de Pirineos Orientales, región de Languedoc-Rosellón y comarca histórica del Vallespir. 
Sus habitantes reciben el gentilicio de Téchois en francés o Tegà, tegana en catalán.

## Geografía

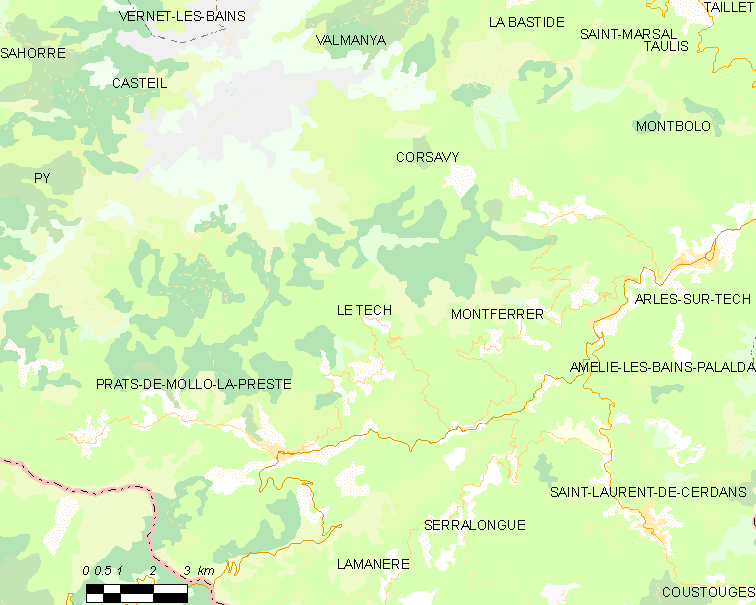
Situación de Le Tech

## Gobierno y política

### Alcaldes
- 2001-2008 : Claude Puitg
- 2008- : Guillaume Cervantes

## Demografía

Población 1962-2008

| 86 | 152 | 126 | 124 | 124 | 84 |
| Para los censos de 1962 a 1999 la población legal corresponde a la población sin duplicidades (Fuente: INSEE [Consultar]) |     |     |     |     |    |